# Мисс Казахстан 2019
Мисс Казахстан 2019 (каз. Мисс Қазақстан 2019 каз. Miss Qazaqstan 2019) — 22-й национальный конкурс красоты Мисс Казахстан. Состоялся 2 мая 2019 года в Nomad City Hall, Нур-Султан. Победительницей конкурса стала представительница города Павлодар Мадина Батык.

## Проведение конкурса
Конкурс проводился под девизом «Красота в милосердии!».
Местом проведения конкурса красоты был выбран зал Nomad city hall, расположенный на территории ЭКСПО 2017.

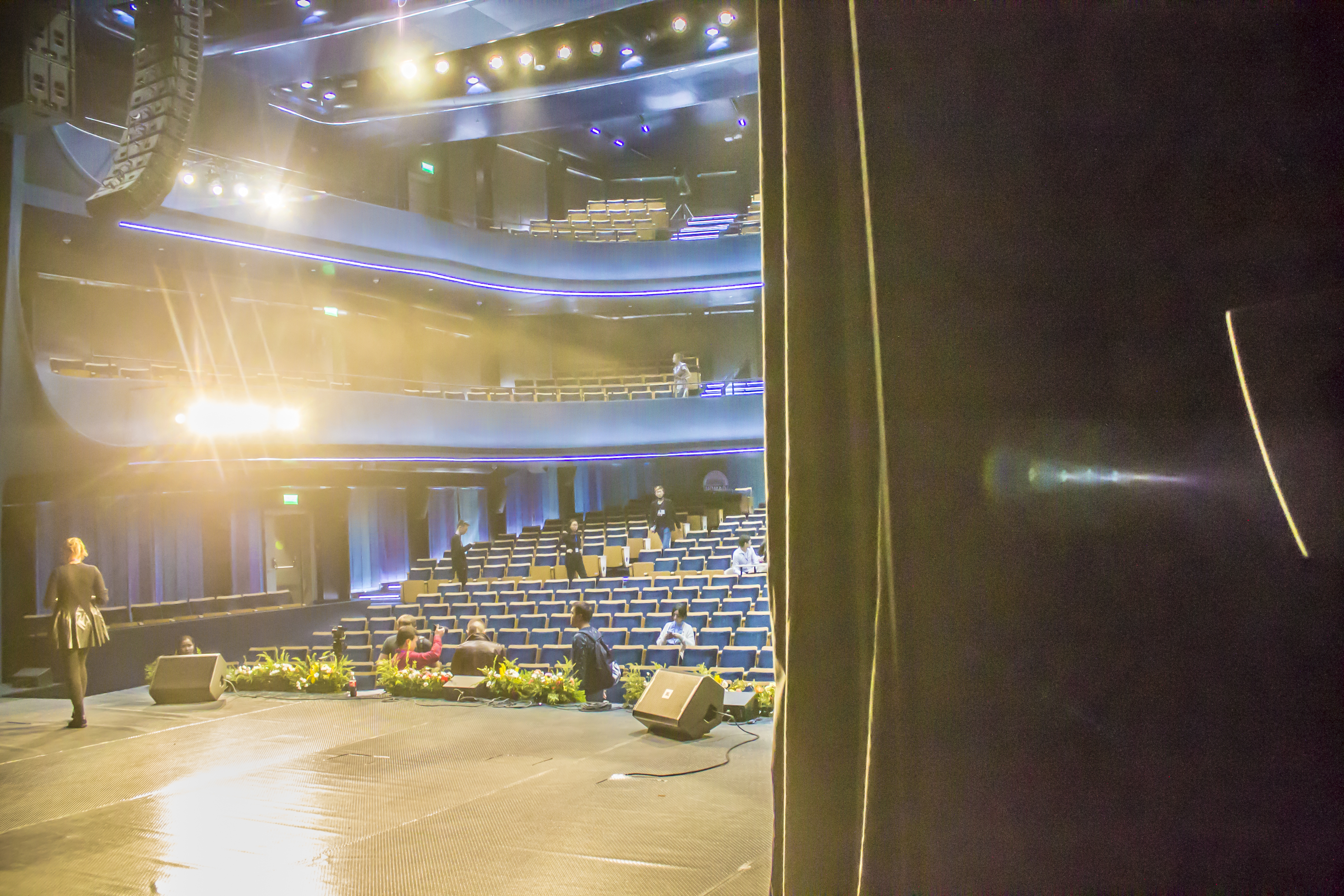
Вид на зрительный зал со стороны сцены в Nomad city hall

ЭКСПО 2017, на территории которого находится Nomad city hall

В первые дни девушки посетили главные достопримечательности города. Также, в течение трёх недель был бьюти-девичник, посещение первого частного музея в Доме дружбы. Посетили церемонию открытия II Международного кинофестиваля студенческого кино «Ұшқын».
Участницы посетили информационное агентство, познакомились с «кухней» редакции. Девушки взяли интервью у корреспондентов, опубликовали новости, а также понаблюдали за работой выпускающих редакторов, дизайнера и фотокорреспондента. В ходе экскурсии, одна из участниц «Мисс Казахстан» Еркеназ Сейфулла из Нур-Султана стала обладательницей титула «Выбор Sputnik Казахстан».
24 апреля участницы посетили футбольный стадион «Астана Арену», где познакомились с футболистами команды «Астаны», выступающей в Первой лиге Казахстана. Участницы потренировались вместе со спортсменами, а футболисты показали небольшой мастер-класс, как забивать пенальти.

Футбольный стадион «Астана Арена», который посетили участницы конкурса красоты

29 апреля посетили специальную коррекционную школу-интернат.
Организаторы «Мисс Казахстан» запустили спецпроект по созданию серии рекламно-просветительских роликов при поддержке Министерства культуры и спорта Республики Казахстан. В мини-фильмах представительницы региональных туров продемонстрировали туристические возможности своих регионов. По регламенту, участница, которая лучше и интереснее остальных представила свой регион, будет награждена титулом «Мисс Туризм — 2019». По итогу конкурса, победительницей в данной номинации стала представительница город Шымкент — Балжанат Анас. В течение года с момента награждения она  начала представлять компанию «Kazakh Tourism».
Ведущими вечера стали — казахстанская певица Мадина Садвакасова и шоумен, радиоведущий Арнур Ыстыбаев, а в зрительном зале с гостями общался — Семён Махов, участник «ОрыStar Show». Во время вечера своими выступлениями украсили церемонию известный композитор, мультиинструменталист — Едиль Хусаинов, работающий в редком жанре горлового пения, молодые исполнители «The Kitchen Songs» и оперный квартет «Иль канто».
Во время финального шоу, кроме традиционных выходов в национальных, вечерних нарядах, вниманию зрителей было представлено шоу талантов. Второй год подряд победительница шоу талантов сразу проходит в топ-15 финалисток конкурса.
Формирование Топ-15 происходило следующим образом: 1-я участница — победительница интернет-голосования на сайте, 2-я участница — победительница конкурса «Шоу талантов», остальных финалисток выбрало национальное жюри.
Для обеспечения прозрачности проводимого конкурса из Топ-15 жюри выбрало 5 девушек, которые попадут в гранд-финал и отвечали на вопросы. Победительницу из пяти финалисток выбрали уже казахстанцы путём голосования на сайте, которое стартовало во время прямого эфира.
Победительница «Мисс Казахстан» получила денежный приз в размере трёх миллионов тенге, шопинг в Париже, многочисленные рекламные контракты с люксовыми брендами и представить страну на «Мисс мира 2019».
Победительницу выбирали казахстанцы путём онлайн-голосования из пяти финалисток.
После проведения национального конкурса красоты, победительница отвечая на слухи о «купленной победе», заявила, что корона стоит ежедневного труда. Девушка поведала о ежедневных репетициях и нелёгких подготовках. Более того, конкурс красоты стал для неё настоящим стрессом. На фоне переживаний похудела на четыре килограмма. Выигранную сумму в три миллиона тенге победительница отдала родителям.

## Жюри
Список жюри:
- Ырза Турсынзада — лауреат президентской премии «Алтын сапа», основатель Дома «Алтын орда»;
- Зеин Алипбеков — советник директора Национального музея РК, телеведущий;
- Едиль Хусаинов — этно-музыкант, член Союза композиторов РК, кавалер ордена «Курмет»;
- Зарина Акшулакова — стилист, издатель, заместитель председателя Ассоциации деловых женщин Казахстана «Жас канаттар»;
- Совет Сеитов — директор социальных программ конкурса «Мисс Казахстан» — «Красота в милосердии!»;
- Сергей Цырульников — казахстанский палуан, четырёхкратный рекордсмен мира по силовым номерам;
- Алёна Ривлина-Кырбасова — директор национального конкурса «Мисс Казахстан» и председатель Комитета индустрии туризма Министерства культуры и спорта Республики Казахстан.

## Итоги конкурса
Список финалисток:
| Титул               | Участница |
| ------------------- | --- |
| Мисс Казахстан 2019 | Мадина Батык |
| 1-я Вице Мисс       | Диана Абишева |
| 2-я Вице Мисс       | Надежда Недосекова |
| 3-я Вице Мисс       | Сания Мергалиева |
| Топ 5               | Балжанат Анас |
| Топ 15              | - Екатерина Ефименко - Динара Сарыева - Эльмира Калбай - Камила Кожаханова - Жазира Адилбеккызы - Александра Беглова - Диана Бахтияркызы - Дария Кенчинбаева - Елизавета Максимова - Айдана Каримова |

## Участницы
Список участниц:
| Имя                 | Возраст | Рост | Родной регион/город | Итоговое место      | Примечание                 |
| ------------------- | ------- | ---- | ------------------- | ------------------- | -------------------------- |
| Сания Мергалиева    | 21      | 172  | Нур-Султан          | 3-я Вице Мисс       |                            |
| Едеге вумен         | 19      | 169  | Кокшетау            |                     |                            |
| Айдана Каримова     | 16      | 177  | Уральск             | Топ 15              |                            |
| Александра Беглова  | 23      | 169  | Нур-Султан          | Топ 15              |                            |
| Анастасия Бабич     | 17      | 171  | Костанай            |                     |                            |
| Балжанат Анас       | 19      | 175  | Шымкент             | Топ 5               | «Мисс туризм — 2019»       |
| Гульбану Абишева    | 22      | 177  | Актобе              |                     |                            |
| Дарига Сакбасынова  | 17      | 170  | Караганда           |                     |                            |
| Диана Рыстаева      | 21      | 174  | Тараз               |                     |                            |
| Динара Сарыева      | 19      | 179  | Актау               | Топ 15              |                            |
| Екатерина Ефименко  | 23      | 176  | Кокшетау            | Топ 15              | «Мисс Спорт — 2019»        |
| Елизавета Максимова | 19      | 172  | Темиртау            | Топ 15              |                            |
| Еркеназ Сейфулла    | 17      | 175  | Нур-Султан          |                     | «Выбор Sputnik Казахстан». |
| Жазира Адилбеккызы  | 18      | 177  | Талдыкорган         | Топ 15              |                            |
| Жанель Заурова      | 16      | 182  | Петропавловск       |                     |                            |
| Жанель Жуман        | 21      | 173  | Семей               |                     |                            |
| Камила Кожаханова   | 19      | 173  | Алматы              | Топ 15              |                            |
| Мадина Батык        | 19      | 178  | Павлодар            | Мисс Казахстан 2019 |                            |
| Милена Куйда        | 19      | 174  | Усть-Каменогорск    |                     |                            |
| Тахмина Увазырова   | 19      | 174  | Усть-Каменогорск    |                     |                            |
| Анара Какимова      | 20      | 171  | Петропавловск       |                     |                            |
| Дария Кенчинбаева   | 17      | 176  | Тараз               | Топ 15              |                            |
| Эмилия Гусманова    | 17      | 169  | Уральск             |                     |                            |
| Диана Абишева       | 16      | 180  | Алматы              | 1-я Вице Мисс       |                            |
| Адема Абылай        | 15      | 178  | Талдыкорган         |                     |                            |
| Эльмира Калбай      | 18      | 170  | Актобе              | Топ 15              |                            |
| Диана Бахтияркызы   | 19      | 174  | Семей               | Топ 15              |                            |
| Асылжан Нуралина    | 17      | 169  | Атырау              |                     |                            |
| Камила Серикбай     | 16      | 172  | Кызылорда           |                     |                            |
| Надежда Недосекова  | 18      | 176  | Семей               | 2-я Вице Мисс       |                            |
| Арайлым Хамитова    | 18      | 173  | Жезказган           |                     |                            |
| Гульнур Нуртаза     | 18      | 183  | Кызылорда           |                     |                            |

## Выбывшие участницы
- Еркеназ Сейфулла из города Нур-Султан выбыла по состоянию здоровья в день конкурса с подозрением на аппендицит[7][106][107][108]. Но последующей информации о здоровье участницы не последовало. Позднее организаторы сообщили, что выбывшая участница может принять участие в следующем году[109]. Похожая история произошла в 2016 году, когда участница из Караганды была госпитализирована с диагнозом острый аппендицит[110]. Также организаторы приглашали участвовать в конкурсе красоты «без предварительных кастингов и региональных туров»[111]. Но Мария отказалась от участия в конкурсе, не желая отрываться от учёбы[112].